# 茨城県立茨城東高等学校
茨城県立茨城東高等学校（いばらきけんりついばらきひがしこうとうがっこう）は、茨城県東茨城郡茨城町に所在する公立の高等学校。

## 設置学科
- 普通科（アクティブスクール）
  - 進学系（理系・文系）
  - ビジネス系
  - 生活福祉系
  - 教養系

## 校名の由来
学校の位置が茨城県の東部にあたることや、東茨城郡内であることなどが考慮され、茨城東高等学校と命名された。

## 沿革
- 1975年（昭和50年）6月：茨城町議会において「高等学校設置の要望」が決議され、「県立高校誘致促進期成同盟」が結成される[1]。
- 1977年（昭和52年）10月：高校の新設が茨城県から公示。
- 1978年（昭和53年）4月：茨城県立茨城東高等学校開校、校旗・校訓制定。
- 2011年（平成23年）4月：県内最初のアクティブスクールになる。

## 部活動
- 野球部

かつて野球部は、県内屈指の強豪であり、1983年夏（第65回）と1997年夏（第79回）に甲子園大会への出場経験をもつ。

## 著名な出身者
- 加茂川重治（元読売ジャイアンツ・中日ドラゴンズ・大洋ホエールズ）
- 岩本守道（元横浜ベイスターズ）
- 逹瑯（ムックのボーカリスト）
- SATOち（ムックのドラマー）